# Võrumõisa
Võrumõisa (Duits: Werrohof, Võro: Võromõisa) is een plaats in de Estlandse gemeente Võru vald, provincie Võrumaa. De plaats heeft de status van dorp (Estisch: küla).

## Bevolking
De ontwikkeling van het aantal inwoners blijkt uit het volgende staatje:
| Jaar            | 2011 | 2017 | 2019 | 2021 |
| --------------- | ---- | ---- | ---- | ---- |
| Aantal inwoners | 242  | 195  | 237  | 249  |

## Ligging
De plaats ligt ten noordoosten van de stad Võru. Op het grondgebied van Võrumõisa kruist de Põhimaantee 2, de hoofdweg van Tallinn via Tartu naar de grens met Rusland, de Tugimaantee 65, de secundaire weg van Võru naar Räpina.

## Geschiedenis
In 1582 werd in de omgeving van de burcht van Kirumpää het landgoed Werrohof gesticht, oorspronkelijk onder de naam Ferow. De eerste eigenaar was Reinhold Hörling. Tot in 1749 was het landgoed ondergeschikt aan Waimel (Väimela), daarna was het zelfstandig. In 1784 kocht de Russische staat het landgoed van baron Carl Ludwig von Mengden voor 57.000 roebel, toen besloten was de stad Võru te bouwen. Op dat moment werd het bestuurscentrum van het landgoed verplaatst van het noorden van de huidige stad Võru naar wat nu het dorp Võrumõisa is.
Een dorp Werrohof werd voor het eerst genoemd in 1795. In 1909 heette het Wöru mois en in 1937 Võru küla (‘dorp Võru’). In 1977 werd Võrumõisa (afgeleid van Võru mõis, ‘landgoed Võru’) de officiële naam. In dat jaar werd ook het buurdorp Valsiniidü bij Võrumõisa gevoegd.